# تيرينس روس
تيرينس روس (بالإنجليزية: Terrence Ross)‏ مواليد 5 فبراير 1991 في بورتلاند، هو لاعب كرة سلة محترف أمريكي بدأ مسيرته الاحترافية في سنة 2012 حيث تم اختياره من قبل فريق تورونتو رابتورز خلال الدرافت، يلعب مع فريق تورونتو رابتورز في الرابطة الوطنية لكرة السلة ويحمل الرقم 31. يبلغ طوله 6 قدم 7 بوصة (2.0 م). لعب كرة السلة الجامعية في جامعة واشنطن.

## إحصائيات المسيرة

### الموسم الاعتيادي
| السنة   | الفريق          | لعب | بدأ | دقيقة | ميداني% | ثلاثية | حرة  | ارتداد | صنع | استلاب | تصدي | نقطة |
| ------- | --------------- | --- | --- | ----- | ------- | ------ | ---- | ------ | --- | ------ | ---- | ---- |
| 2012–13 | تورونتو رابتورز | 73  | 2   | 17.0  | .407    | .332   | .714 | 2.0    | .7  | .6     | .2   | 6.4  |
| 2013–14 | تورونتو رابتورز | 81  | 62  | 26.7  | .423    | .395   | .837 | 3.1    | 1.0 | .8     | .3   | 10.9 |
| 2014–15 | تورونتو رابتورز | 82  | 61  | 25.5  | .410    | .372   | .786 | 2.8    | 1.0 | .6     | .3   | 9.8  |
| 2015–16 | تورونتو رابتورز | 73  | 7   | 23.9  | .431    | .386   | .790 | 2.5    | .8  | .7     | .3   | 9.9  |
| المسيرة |                 | 309 | 132 | 23.4  | .419    | .377   | .795 | 2.6    | .9  | .7     | .3   | 9.1  |

### التصفيات
| السنة   | الفريق          | لعب | بدأ | دقيقة | ميداني% | ثلاثية | حرة  | ارتداد | صنع | استلاب | تصدي | نقطة |
| ------- | --------------- | --- | --- | ----- | ------- | ------ | ---- | ------ | --- | ------ | ---- | ---- |
| 2014    | تورونتو رابتورز | 7   | 7   | 22.6  | .298    | .167   | .600 | 2.0    | .3  | .9     | .4   | 5.0  |
| 2015    | تورونتو رابتورز | 4   | 4   | 26.8  | .379    | .333   | .000 | 1.5    | 1.0 | .8     | 1.0  | 7.0  |
| المسيرة |                 | 11  | 11  | 24.1  | .329    | .238   | .600 | 1.8    | .5  | .8     | .6   | 5.7  |

## روابط خارجية
- تيرينس روس على موقع إن بي أي (الإنجليزية)
- تيرينس روس على موقع سبورتس رفرنس (الإنجليزية)
- تيرينس روس على موقع كرة السلة الأوروبية.كوم (الإنجليزية)
- تيرينس روس على موقع DraftExpress.com (الإنجليزية)
- تيرينس روس على موقع إي إس بي إن.كوم (الإنجليزية)
- تيرينس روس على موقع كلية كرة السلة في سبورتس رفرنس.كوم (الإنجليزية)
- تيرينس روس على موقع ريلجم (الإنجليزية)
- تيرينس روس على موقع بروبوليرز (الإنجليزية)